# گراسیم رودی
گراسیم رودی (انگلیسی: Gherasim Rudi؛ ۴ مارس ۱۹۰۷ – ۲۶ ژوئن ۱۹۸۲ (۷۵ سال)) سیاستمدار، و دیپلمات اهل مولداوی بود.
گراسیم رودی در ۲۶ ژوئن ۱۹۸۲، در سن ۷۵ سالگی درگذشت.
وی همچنین برندهٔ جوایزی همچون نشان لنین، نشان انقلاب اکتبر، و نشان پرچم سرخ کار شده‌است.